# Covertà
| Recensione          | Giudizio |
| ------------------- | -------- |
| Sputnik Music       | [ 2 ]    |
| Rock Rebel Magazine | [ 3 ]    |

Covertà è il secondo EP del supergruppo heavy metal statunitense Adrenaline Mob. Pubblicato il 12 marzo del 2013 con la Elm City Music, il disco è costituito esclusivamente da cover.

## Tracce
1. High Wire (cover dei Badlands) – 3:48
2. Stand Up and Shout (cover dei Dio) – 3:35
3. Break on Through (cover dei The Doors) – 3:01
4. Romeo Delight (cover dei Van Halen) – 5:08
5. Barracuda (cover degli Heart) – 4:12
6. Kill the King (cover dei Rainbow) – 4:33
7. The Lemon Song (cover dei Led Zeppelin) – 6:49
8. The Mob Rules (cover dei Black Sabbath) – 3:17

## Formazione
- Russell Allen - voce
- Mike Orlando - chitarra
- John Moyer - basso
- Mike Portnoy - batteria